# لیگ آزادگان ۰۱–۱۴۰۰
لیگ آزادگان ۰۱–۱۴۰۰ سی و یکمین فصل لیگ آزادگان و ۲۱ امین فصل است که از سال تأسیس آن (۱۳۷۰) به عنوان محل تیم‌های سقوط کننده لیگ برتر یا دومین سطح فوتبال ایران برگزار می‌شود. این فصل از شنبه، ۲۴ مهر سال ۱۴۰۰ و با حضور ۱۳ تیم از لیگ آزادگان ۱۴۰۰–۱۳۹۹، دو تیم سایپا و ماشین‌سازی که از لیگ برتر ۱۴۰۰–۱۳۹۹ سقوط کرده‌اند، و همچنین سه تیم مس شهربابک، شهرداری همدان و ویستا توربین تهران که لیگ دسته دوم ۱۴۰۰–۱۳۹۹ صعود کردند، برگزار شد.

## تیم‌ها

### تیم‌ها و مکان‌ها
| تیم                | محل       | ورزشگاه                  | ظرفیت  |
| ------------------ | --------- | ------------------------ | ------ |
| آرمان گهر سیرجان   | سیرجان    | ورزشگاه تختی             | ۵۰۰۰   |
| استقلال ملاثانی    | اهواز     | تختی                     | ۳۸٬۹۰۰ |
| استقلال خوزستان    | اهواز     | تختی                     | ۳۸٬۹۰۰ |
| خیبر خرم‌آباد       | خرم‌آباد   | تختی                     |        |
| خوشه طلایی ساوه    | ساوه      | شهید چمران               | ۳۰۰۰   |
| ماشین‌سازی          | تبریز     |                          |        |
| ملوان              | بندرانزلی | تختی انزلی               | ۸۰۰۰   |
| مس کرمان           | کرمان     | شهید باهنر               | ۱۵٬۴۳۰ |
| مس شهربابک         | شهربابک   | ورزشگاه شهدای مس شهربابک |        |
| پارس جنوبی جم      | جم        | تختی                     |        |
| قشقایی             | شیراز     | پارس                     | ۵۰٬۰۰۰ |
| رایکا بابل         | بابل      | شهدای هفتم تیر           | ۶۰۰۰   |
| سایپا              | تهران     | شهید دستگردی             | ۸۰۰۰   |
| شاهین بوشهر        | بوشهر     | شهید مهدوی               |        |
| شمس آذر قزوین      | قزوین     | سردار آزادگان            | ۱۵۰۰۰  |
| شهرداری آستارا     | آستارا    | وحدت                     |        |
| شهرداری همدان      | همدان     | شهیدای قدس               | ۱۵۰۰۰  |
| ویستا توربین تهران | تهران     |                          |        |

|    | منطقه          | تعداد تیم‌ها | تیم‌ها                                  |
| -- | -------------- | ----------- | -------------------------------------- |
| ۱  | کرمان          | ۳           | آرمان گهر سیرجان، مس کرمان، مس شهربابک |
| ۲  | بوشهر          | ۲           | پارس جنوبی، شاهین                      |
| ۳  | گیلان          | ۲           | ملوان، شهرداری آستارا                  |
| ۴  | خوزستان        | ۲           | استقلال خوزستان، استقلال ملاثانی       |
| ۵  | تهران          | ۲           | سایپا تهران، ویستا توربین تهران        |
| ۶  | آذربایجان شرقی | ۱           | ماشین‌سازی                              |
| ۷  | فارس           | ۱           | قشقایی                                 |
| ۸  | همدان          | ۱           | شهرداری همدان                          |
| ۹  | لرستان         | ۱           | خیبر                                   |
| ۱۰ | مرکزی          | ۱           | خوشه طلایی ساوه                        |
| ۱۱ | مازندران       | ۱           | رایکا بابل                             |
| ۱۲ | قزوین          | ۱           | شمس آذر قزوین                          |

## جدول لیگ
| رتبه | تیم                 | بازی | برد | مساوی | باخت | گل زده | گل خورده | گل تفاضل | امتیاز | صعود یا سقوط                          |
| ---- | ------------------- | ---- | --- | ----- | ---- | ------ | -------- | -------- | ------ | ------------------------------------- |
| ۱    | ملوان بندرانزلی     | ۳۴   | ۲۰  | ۱۱    | ۳    | ۴۰     | ۱۵       | ۲۵+      | ۷۱     | صعود به لیگ برتر فوتبال ایران ۰۲–۱۴۰۱ |
| ۲    | مس کرمان            | ۳۴   | ۱۹  | ۱۳    | ۲    | ۴۰     | ۱۰       | ۳۰+      | ۷۰     | صعود به لیگ برتر فوتبال ایران ۰۲–۱۴۰۱ |
| ۳    | آرمان گهر سیرجان    | ۳۴   | ۱۷  | ۱۰    | ۷    | ۴۱     | ۲۶       | ۱۵+      | ۶۱     |                                       |
| ۴    | خیبر خرم‌آباد        | ۳۴   | ۱۶  | ۱۱    | ۷    | ۴۷     | ۲۹       | ۱۸+      | ۵۹     |                                       |
| ۵    | پارس جنوبی جم       | ۳۴   | ۱۳  | ۱۳    | ۸    | ۳۷     | ۳۶       | ۱+       | ۵۲     |                                       |
| ۶    | خوشه طلایی ساوه     | ۲۶   | ۱۲  | ۱۴    | ۰    | ۰      | ۳۹       | ۳۹−      | ۵۰     |                                       |
| ۷    | مس شهربابک          | ۳۴   | ۱۰  | ۱۶    | ۸    | ۳۰     | ۲۳       | ۷+       | ۴۶     |                                       |
| ۸    | استقلال ملاثانی     | ۳۴   | ۹   | ۱۹    | ۶    | ۳۱     | ۲۷       | ۴+       | ۴۶     |                                       |
| ۹    | شمس آذر قزوین       | ۳۴   | ۱۱  | ۱۱    | ۱۲   | ۳۷     | ۳۵       | ۲+       | ۴۴     |                                       |
| ۱۰   | شهرداری همدان       | ۲۵   | ۹   | ۱۶    | ۰    | ۰      | ۲۴       | ۲۴−      | ۴۳     |                                       |
| ۱۱   | شهرداری آستارا      | ۳۴   | ۱۰  | ۱۲    | ۱۲   | ۲۶     | ۲۹       | ۳−       | ۴۲     |                                       |
| ۱۲   | استقلال خوزستان     | ۳۴   | ۱۰  | ۱۰    | ۱۴   | ۳۷     | ۳۴       | ۳+       | ۴۰     |                                       |
| ۱۳   | سایپا تهران         | ۳۴   | ۸   | ۱۶    | ۱۰   | ۳۳     | ۳۵       | ۲−       | ۴۰     |                                       |
| ۱۴   | قشقایی شیراز        | ۳۴   | ۱۰  | ۹     | ۱۵   | ۲۶     | ۳۴       | ۸−       | ۳۹     |                                       |
| ۱۵   | رایکا بابل          | ۳۴   | ۸   | ۱۴    | ۱۲   | ۳۲     | ۳۶       | ۴−       | ۳۸     |                                       |
| ۱۶   | ویستا توربین تهران  | ۳۴   | ۸   | ۱۳    | ۱۳   | ۲۶     | ۳۳       | ۷−       | ۳۷     | سقوط به لیگ ۲                         |
| ۱۷   | شاهین شهرداری بوشهر | ۱۳   | ۲   | ۹     | ۲    | ۱۴     | ۵۵       | ۴۱−      | ۱۵     | سقوط به لیگ ۲                         |
| ۱۸   | ماشین‌سازی تبریز     | ۳۴   | ۱   | ۹     | ۲۴   | ۲۹     | ۸۱       | ۵۲−      | ۱۲     | سقوط به لیگ ۲                         |

## فروش امتیاز و تغییر نام تیم‌ها
- تیم شمس آذر قزوین امتیاز تیم بادران تهران را خرید و بدین ترتیب در لیگ آزادگان حضور پیدا کرد.